# Pachnoda collinsi
Pachnoda collinsi är en skalbaggsart som beskrevs av Rigout 1985. Pachnoda collinsi ingår i släktet Pachnoda och familjen Cetoniidae. Inga underarter finns listade i Catalogue of Life.